# Холодискус
Холодискус (лат. Holodiscus) — род деревянистых растений семейства Розовые (Rosaceae), распространённый на западе Северной Америки и на севере Южной Америки.

## Ботаническое описание

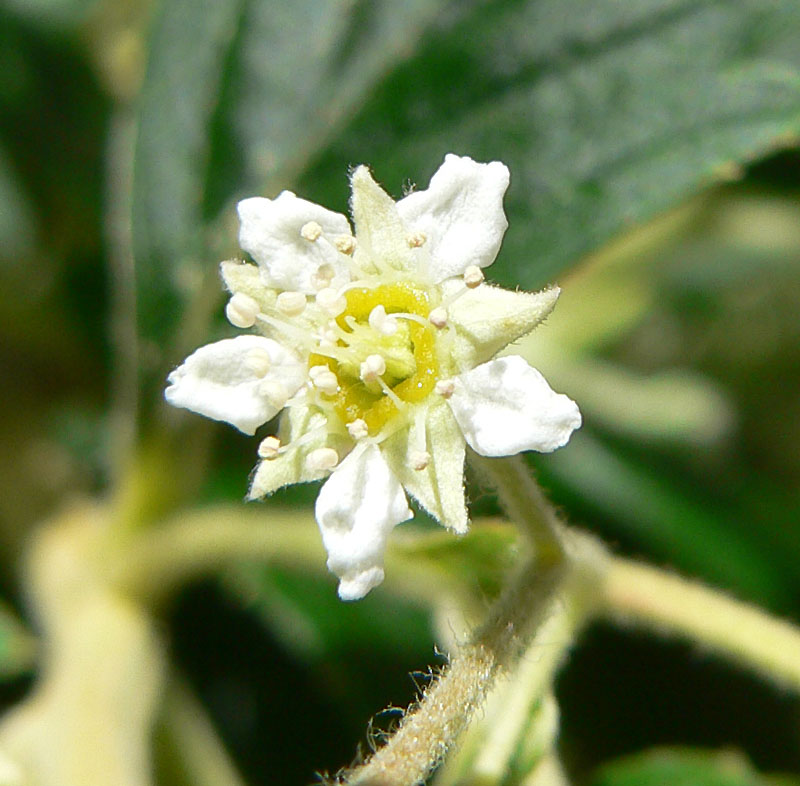
Цветок

Листопадные кустарники, (0,2) 0,3—3 (6) м высотой. Стебли прямые или изогнутые; кора серая, отслаивающаяся. Листья очерёдные, простые, более или менее яйцевидные или ромбические, 1—10 см длиной.
Соцветия — конечные, прямостоячие или поникающие, многоцветковые метёлки. Цветки 2—6 мм в диаметре; гипантий чашевидный, 1,5—5 мм в диаметре. Чашелистиков 5, от треугольных до эллиптически-яйцевидных. Лепестков 5, обычно белые, иногда с розоватым оттенком, редко розовые, от яйцевидных до эллиптических. Тычинок 15—20, равны или длиннее лепестков. Плодолистиков 5, сросшихся с основанием гипантия; семязачатков по 2 (1 абортирован). Плоды сборные из 5 семянок, 1—1,5 мм длиной. x=9.

## Таксономия
Holodiscus (K.Koch) Maxim., Trudy Imp. S.-Peterburgsk. Bot. Sada 6: 253 (1879), nom. cons., typ. cons.
Название образовано от др.-греч. ὅλος, holos — цельный и δίσκος, diskos — диск и указывает на цельный цветочный диск.

### Синонимы
- Schizonotus Raf. (1838), nom. illeg.
- Sericotheca Raf. (1838), nom. rej.
- Spiraea sect. Holodiscus K.Koch (1869)basionym — К. Г. Э. Кох использовал неопределённый ранг между родом и видом «Gruppe», который К. И. Максимович считал за секцию рода Spiraea (спирея)

### Виды
Род включает 7 видов:
- Holodiscus argenteus (L.f.) Maxim.
- Holodiscus australis A.Heller
- Holodiscus discolor (Pursh) Maxim. — Холодискус разноцветный
- Holodiscus fissus (Lindl.) C.K.Schneid.
- Holodiscus orizabae Ley
- Holodiscus pachydiscus (Rydb.) Standl.
- Holodiscus velutinus (Rydb.) Standl.